# Cheilymenia raripila
Cheilymenia raripila är en svampart som först beskrevs av William Phillips, och fick sitt nu gällande namn av Dennis 1960. Cheilymenia raripila ingår i släktet Cheilymenia och familjen Pyronemataceae.   Inga underarter finns listade i Catalogue of Life.